# David Riches
David Riches (ur. 1947, zm. 26 października 2011) – brytyjski antropolog społeczny. 

## Życiorys
Studiował na University of Cambridge i London School of Economics. Doktorat z antropologii obronił w 1975 roku w LSE. Razem z Ladislavem Holym był współtwórcą Instytutu Antropologii Społecznej na University of St Andrews, gdzie wykładał aż do roku 2005, kiedy ciężko zachorował.
Od roku 1969 do 1972 przeprowadził 24-miesięczne badania terenowe pośród Inuitów zamieszkujących Kanadę. W badaniach tych interesowały go przede wszystkim zagadnienia rozwoju, zmiany społecznej i uzależnienia od alkoholu. Prowadził również badania w Nigerii i w Glastonbury, w tym ostatnim badając środowiska New Age.
Główne zainteresowania badawcze tego antropologa skupiały się na konceptualizacji społeczności zbieracko-łowieckich i ich transformacji.